# Onthophagus histrio
Onthophagus histrio là một loài bọ cánh cứng trong họ Bọ hung (Scarabaeidae).